# 1933 en Suisse
Chronologie de la Suisse
- 1929
- 1930
- 1931
- 1932
- 1933
- 1934
- 1935
- 1936
- 1937

Chronologie de la Suisse
1932 en Suisse - 1933 en Suisse - 1934 en Suisse

## Gouvernement au1erjanvier 1933
- Conseil fédéral[1]:
  - Edmund Schulthess PRD, président de la Confédération
  - Marcel Pilet-Golaz PRD, vice-président de la Confédération
  - Rudolf Minger UDC
  - Albert Meyer PRD
  - Giuseppe Motta PDC
  - Heinrich Häberlin PRD
  - Jean-Marie Musy PDC

## Évènements

### Janvier
Dimanche 15 janvier 
- Décès à Zurich, à l’âge de 48 ans, du peintre Otto Meyer-Amden.

 Lundi 23 janvier 
- Décès à Berne, à l’âge de 55 ans, de Karl Indermühle, cofondateur du Heimatschutz, devenu Patrimoine suisse.

 Samedi 28 janvier 
- Fondation du Conseil suisse des activités de jeunesse.

### Février
Mercredi 16 février 
- Signature à Genève, du Pacte d’organisation de la Petite Entente, alliance militaire conclue entre la Tchécoslovaquie, la Yougoslavie et la Roumanie.

### Mars
Jeudi 2 mars 
- Ouverture du casino de Campione, dans l’enclave italienne située au bord du lac de Lugano.

 Dimanche 19 mars 
- Première Course d'orientation organisée à Dübendorf (ZH) avec la participation de 33 équipes de 3 coureurs.

 Jeudi 30 mars 
- Ouverture à Zurich de premier congrès suisse consacré au tourisme et aux transports.

### Avril
Samedi 8 avril 
- Réuni à Bienne (BE), le congrès du Parti socialiste apporte son soutien à la démocratie libérale.

 Lundi 10 avril 
- Décès à Zurich, à l’âge de 55 ans, du dermatologue Bruno Bloch.

 Mardi 18 avril 
- Dissolution de la Ligue populaire pour l'indépendance de la Suisse (Schweizer Heimatwehr), mouvement d’obédience fasciste créé en 1925.

 Jeudi 20 avril 
- Arrêté du Conseil fédéral selon lequel Les Israélites ne doivent pas être considérés comme réfugiés politiques.

### Mai
Lundi 1er mai 
- Décès à Lucerne, à l’âge de 82 ans, de Carl Roman Abt, constructeur de chemins de fer.

 Vendredi 12 mai 
- À la suite de l'émergence d'organisations de tendance fasciste, le Conseil fédéral interdit le port d’uniformes, brassards et insignes marquant l'appartenance à un parti.

 Dimanche 28 mai 
- Votations fédérales. Le peuple rejette, par 505 190 non (55,1 %) contre 411 536 oui (44,9 %), la loi fédérale réduisant temporairement les traitements et salaires des personnes au service de la Confédération. La participation aux urnes s’est élevée à 80,5 %.

 Lundi 29 mai 
- Décès à Lausanne, à l’âge de 74 ans, du juriste et romancier Virgile Rossel.

### Juin
Samedi 17 juin 
- Clôture à Lucerne de la Conférence européenne de répartition des longueurs d'onde radiophoniques. Trente-cinq pays signent la convention finale.

 Dimanche 25 juin 
- Décès à Glion (VD), à l’âge de 65 ans, du peintre Giovanni Giacometti.

### Juillet
Jeudi 27 juillet 
- Fondation de Pro Radio, association pour la promotion de la radio en Suisse, réunissant les diffuseurs, les entreprises et les commerçants.

### Août
Dimanche 13 août 
- 20 000 spectateurs assistent au premier Dimanche de course organisé à Bâle, proposant des compétitions réunissant des aviateurs, des coureurs automobiles, des pilotes de moto, des coureurs cyclistes, des cavaliers et des coureurs à pied.

 Lundi 28 août 
- Ouverture à Berne du Congrès de l’Association internationale pour la protection des droits privés.

### Septembre
Samedi 2 septembre 
- L’Autrichien Max Bulla remporte le Tour de Suisse cycliste.

### Octobre
Mardi 10 octobre 
- La Société des Nations fonde à Genève le Bureau du Haut-Commissariat pour les réfugiés (HCR).

 Samedi 14 octobre 
- Afin de protéger les petits commerçants devant la concurrence de la Migros, le Conseil national approuve l'interdiction pour deux ans d'ouvrir ou d'agrandi les grands magasins.

 Samedi 28 octobre 
- Inauguration du studio de la Radio de la Suisse italienne à Lugano et de l'émetteur du Monte-Ceneri.

 Mardi 31 octobre 
- Pour faire face à la crise, le Conseil national approuve un programme financier extraordinaire limité à quatre ans, comprenant notamment une taxe sur les biens de consommation.

### Novembre
Samedi 4 novembre 
- Mise en service du bac reliant Horgen à Meilen sur le lac de Zurich.

 Dimanche 12 novembre 
- Election complémentaire à Neuchâtel. Jean Humbert-Droz (PLS) est élu au Conseil d’État lors du 1er tour de scrutin.

### Décembre
Lundi 4 décembre 
- Décès à Locarno (TI), à l’âge de 55 ans, du poète allemand Stefan George.

 Jeudi 21 décembre 
- Par 114 voix contre 41, le Conseil national vote un crédit militaire de 82 millions de francs et rejette une proposition socialiste visant à soumettre ce crédit au referendum.

 Mardi 26 décembre 
- Décès à Küsnacht (ZH), à l’âge de 68 ans, de l’écrivain Meinrad Lienert.